# Особняк Ґрейсі
Особняк Арчибальда Ґрейсі, зазвичай просто Особняк Ґрейсі (англ. Archibald Gracie Mansion; Gracie Mansion) — офіційна резиденція мера Нью-Йорка. Особняк був побудований в 1799 році. Розташований в парку Карла Шульца (англ. Carl Schurz Park) на розі Іст-Енд-авеню та 88-ї вулиці, в районі Йорквілл, Мангеттен, Нью-Йорк. Вікна особняка виходять на канал Хелл-ґейт в протоці Іст-Ривер.

## Історія

### Рання історія
Джордж Вашингтон під час війни за незалежність США зайняв іншу будівлю, що стояла приблизно на місці сучасного особняка, оскільки з неї відкривався стратегічно зручний вид на канал Хелл-ґейт. Та будівля, відома під назвою Особняк Белвью, була заміською резиденцією Джейкоба Уолтона, нью-йоркського купця. Британці зруйнували її під час війни.
Пізніше в 1799 році на цьому ж місці Арчибальд Ґрейсі звів нову будівлю, відому нині як Особняк Ґрейсі. Він використовував її як свій заміський маєток, доки не продав в 1823 році щоб розплатитись з боргами. Осінню 1801 року Ґрейсі приймав в цьому будинку зібрання нью-йорських федералістів, яке організовував Александер Гамілтон. Метою зібрання був збір 10 тис. долларів задля створення газети, яка пізніше стала відомою як New York Post.

### В XX столітті
Будинок був у власності різних людей доки в 1986 році місцева влада не вилучила його у своє користування та зробила будинок частиною парку Карла Шульца. До 1924 року будівля використовувалась для різних цілей (в різний час в ній розміщувались публічні вбиральні, кіоск з морозивом, навчальні класи). З 1924 по 1936 рік в будинку облаштувався музей міста Нью-Йорк (англ. Museum of the City of New York), а з 1936 по 1942 будівлю демонстрували як історичну пам'ятку.
В 1942 році Роберт Мосес вмовив мера Нью-Йорка Фіорелло Ла Ґуардіа зробити будинок резиденцією міського голови. Його два основних поверхи були частково відкриті для екскурсій і перетворені в невеликий музей.
Особняк було включено до національного реєстру історичних місць США в 1975 році.

### Сучасний стан
Будинок дозволено використовувати лише для офіційних заходів мерії. Залишатись на ніч можуть лише державні чиновники чи члени сім'ї міського голови.
Мер Нью-Йорка Майкл Блумберґ ніколи не жив в особняку, хоча використовував його для зустрічей та публічних заходів, а також як місце, де можуть зупинитись офіційні гості міста. На початку свого терміну Блумберґ ініціював капітальну реставрацію особняка, яку фінансував анонімний меценат (підозрюють, що це був власне сам мільярдер Блумберґ).
Мер Нью-Йорка Білл де Блазіо та його родина проживали в особняку.

## Архітектура
Арчибальд Ґрейсі побудував двоповерховий дерев'яний особняк в федеральному архітектурному стилі. Дизайн проекту приписують видатному будівельнику Езра Віксу (англ. Ezra Weeks) або Джону Маккомбу-молодшому (англ. John McComb Jr.), архітектору міської ратуші Нью-Йорка (англ. New York City Hall) та особняка Гамільтона Ґранджа (англ. Hamilton Grange, заміський будинок Александера Гамільтона в Харлемі, Нью-Йорк).
За пропозицією дружини мера Роберта Ф. Вагнера-молодшого (англ. Robert F. Wagner, Jr.) Сьюзан було ініційовано будівництво нового західного крила будинку, яке було закінчене в 1966 році. Архітектором нового крила (яке сьогодні називають Крилом Сьюзан Вагнер) виступив Мотт Шмідт (англ. Mott B. Schmidt). Незважаючи на тодішню критику за його «несучасність», це розширення до невеликої раніше будівлі виявилось зручним місцем для проведення різного роду офіційних заходів.
Фонд збереження особняка (англ. Gracie Mansion Conservancy) реставрував частини особняка в 1981—1984 роках та провів значну декоративну та функціональну реконструкцію у 2002 році.

## Світлини

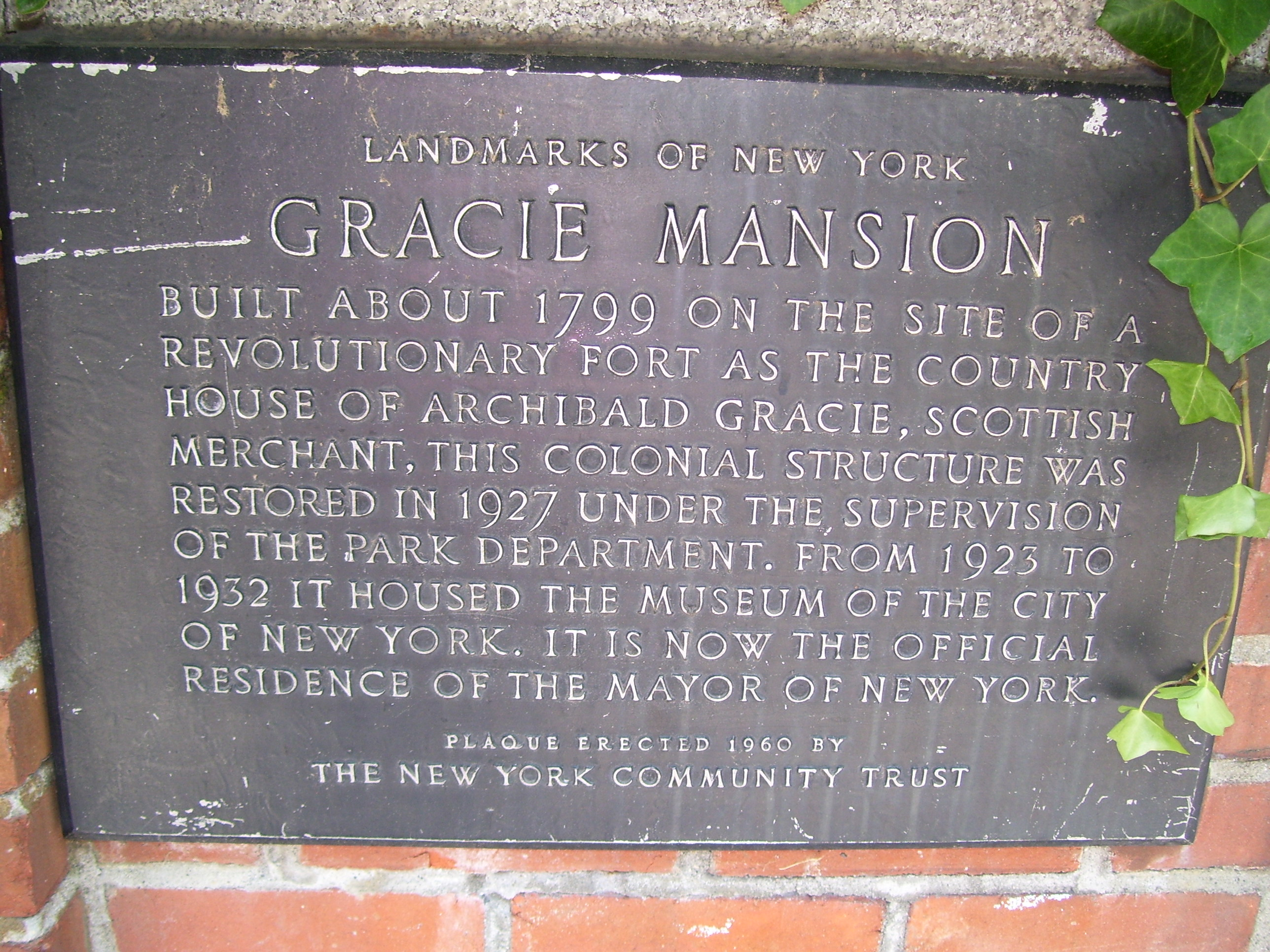
Табличка пам'ятки
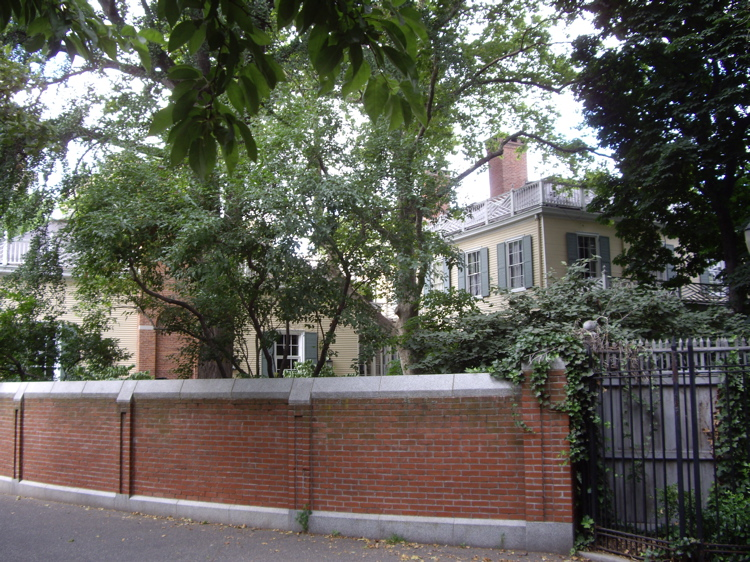
Вигляд із західного боку
Вигляд з північного сходу